# Campethera
Campethera este un gen de păsări din familia ciocănitoarelor Picidae, care sunt originare din Africa subsahariană. Majoritatea speciilor sunt originare din păduri și savană.

## Taxonomie
Genul Campethera a fost introdus de zoologul englez George Robert Gray în 1841, specia tip fiind ciocănitoarea verde mică (Campethera maculosa). Numele generic combină greaca veche kampē care înseamnă „omidă” și -thēras care înseamnă „vânător”.
Se crede că diversitatea speciilor din clada Campethera" este subestimată și că ar putea fi implicate până la 18 specii. În prezent sunt recunoscute următoarele 11 specii:
- Campethera punctuligera
- Campethera bennettii
- Campethera scriptoricauda
- Campethera nubica
- Campethera abingoni
- Campethera mombassica
- Campethera notata
- Campethera cailliautii
- Campethera maculosa
- Campethera tullbergi
- Campethera taeniolaema

## Galerie

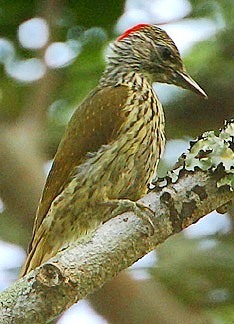
Campethera mombassica
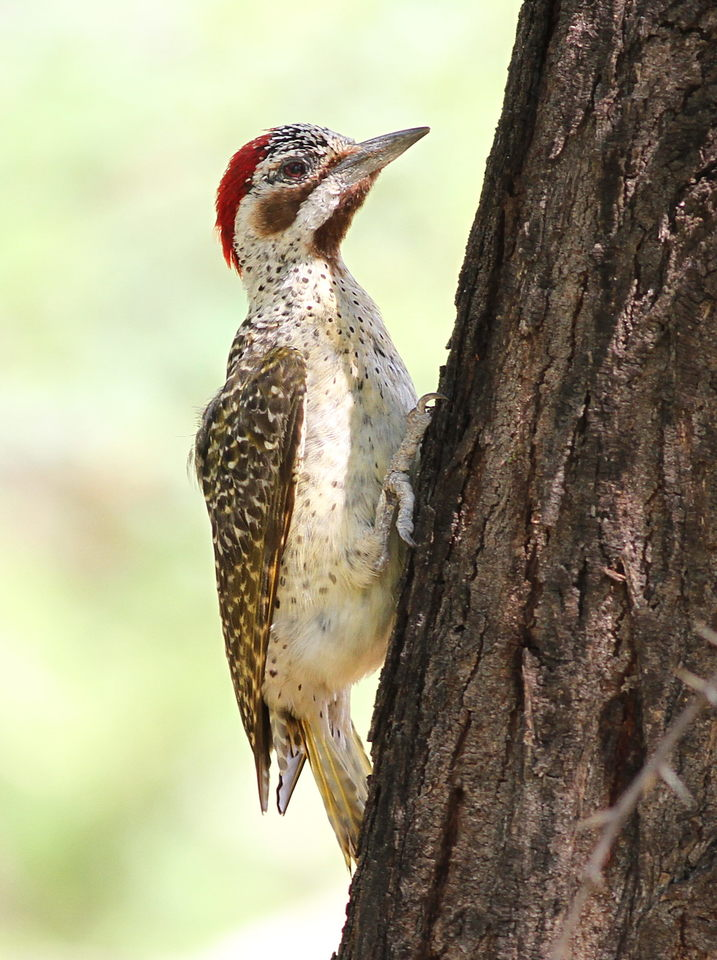
Campethera bennettii
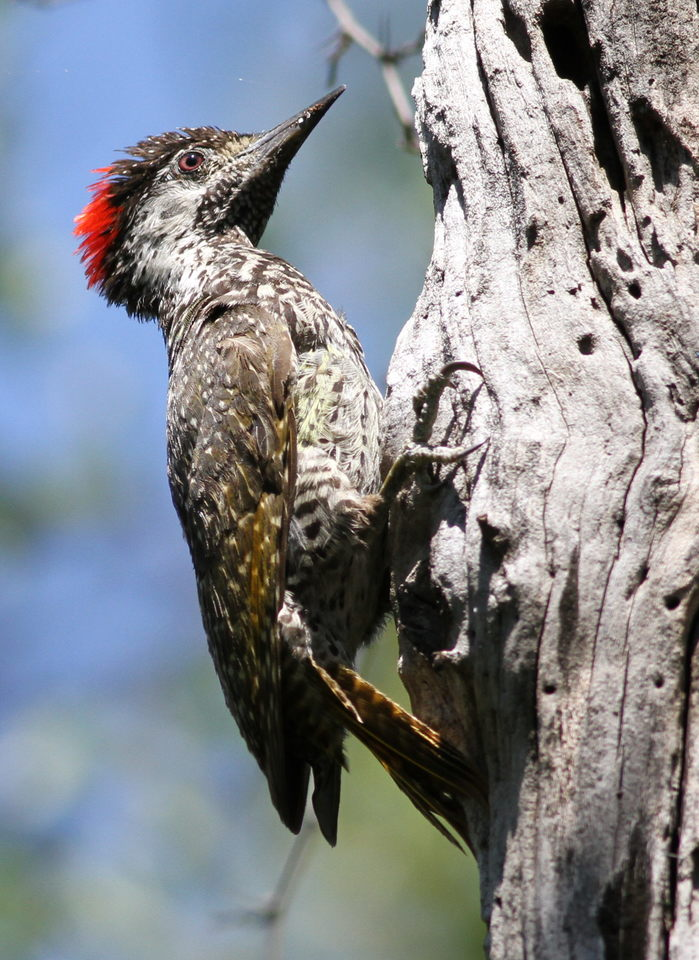
Campethera abingoni
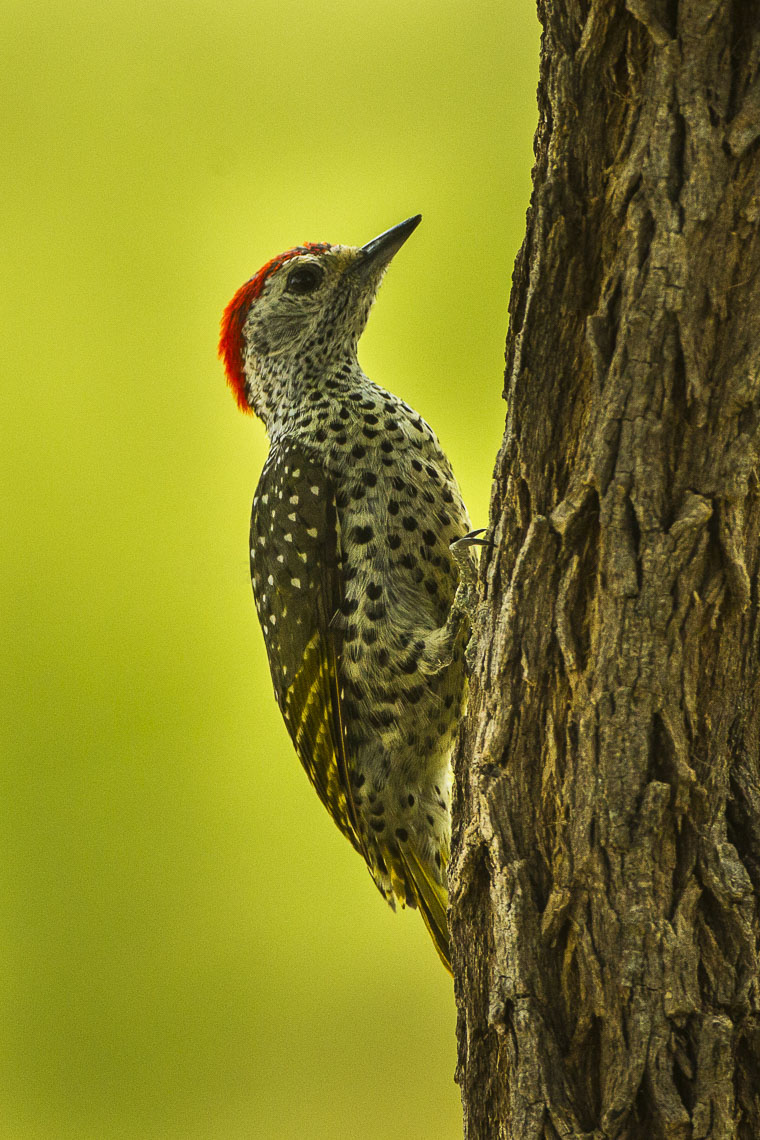
Campethera cailliautii
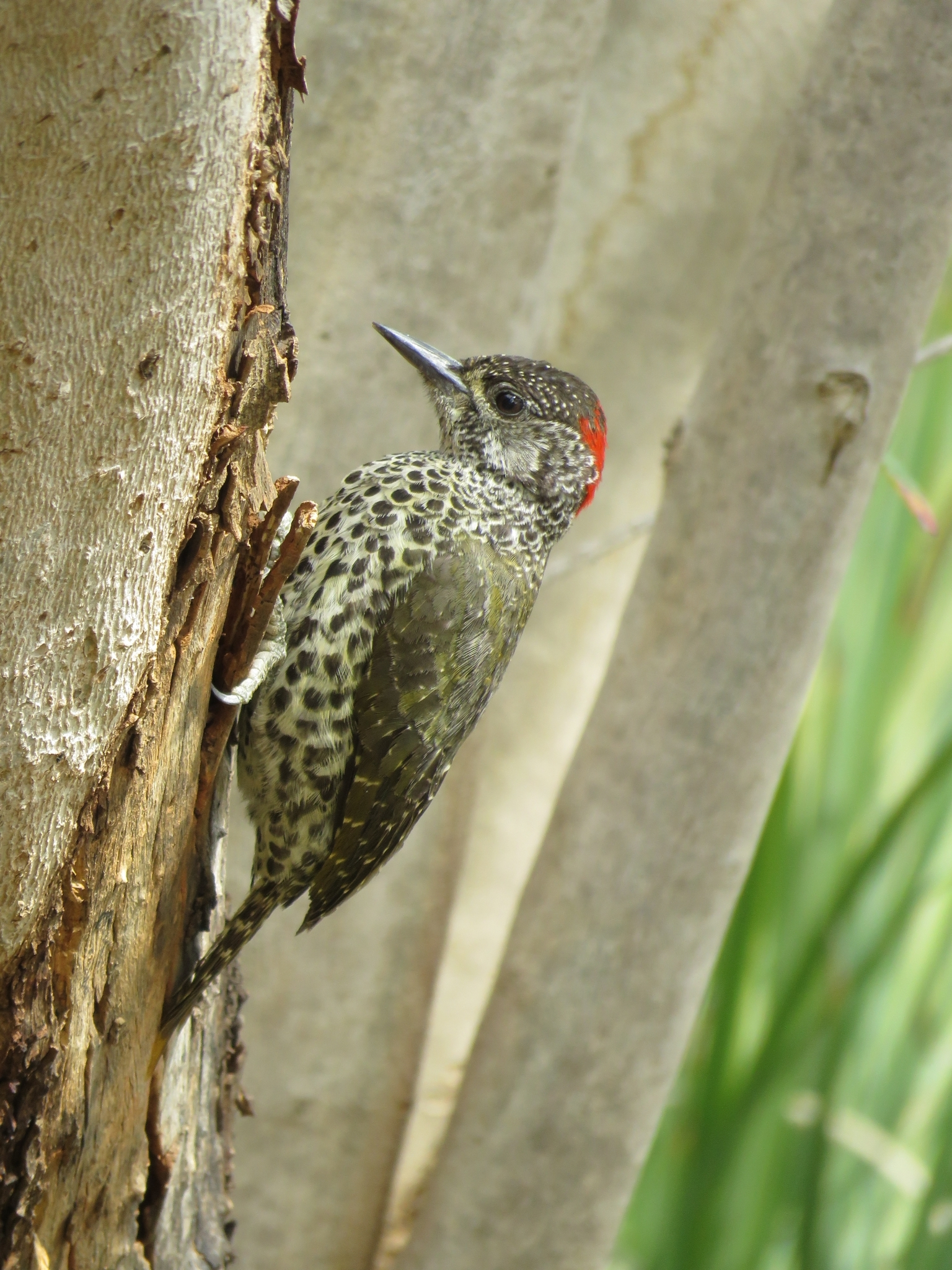
Campethera notata